# Monica Puig
Monica Puig Marchán (født 27. september 1993 i San Juan, Puerto Rico) er en professionel kvindelig tennisspiller fra Puerto Rico.
Hun blev historisk ved at vinde Puerto Ricos første guld i et OL, da hun vandt singelfinalen i Rio de Janeiro i 2016.